# Óscar Hernán Blanco Martínez
Óscar Hernán Blanco Martínez OMD (* 26. September 1964 in Villarrica) ist ein chilenischer Ordensgeistlicher und römisch-katholischer Bischof von Punta Arenas.

## Leben
Óscar Hernán Blanco Martínez trat der Ordensgemeinschaft der Regularkleriker von der Mutter Gottes bei, legte am 1. März 1993 die erste und am 17. März 1996 die ewige Profess ab. Der Bischof von Rancagua, Francisco Javier Prado Aránguiz SSCC, spendete ihm am 5. Mai desselben Jahres die Diakonenweihe. Am 13. April 1997 empfing er durch den Erzbischof von Santiago de Chile, Carlos Kardinal Oviedo Cavada OdeM, das Sakrament der Priesterweihe.
Papst Franziskus ernannte ihn am 19. März 2016 zum Bischof von San Juan Bautista de Calama. Die Bischofsweihe spendete ihm der Bischof von Rancagua, Alejandro Goic Karmelic, am 19. Mai desselben Jahres. Mitkonsekratoren waren der Erzbischof von Antofagasta, Pablo Lizama Riquelme, und der Bischof von Iquique, Guillermo Patricio Vera Soto.
Am 13. Juli 2022 bestellte ihn Papst Franziskus zum Bischof von Punta Arenas. Die Amtseinführung erfolgte am 10. September desselben Jahres.